# Мелфалан
Мелфалан (лат. Melphalanum, англ. Melphalan) — синтетичний лікарський препарат, який за своєю хімічною структурою є похідним азотистого іприту та фенілаланіну, та застосовується як перорально, так і внутрішньовенно.
Належить до антинеопластичних засобів та алкілувальних сполук.
Мелфалан уперше синтезований у Великій Британії дослідницькою групою під керівництвом Берджела, у СРСР дещо пізніше препарат синтезований дослідницькою групою під керівництвом Шкодинської та вивчений академіком Ларіоновим. Мелфалан уперше схвалений FDA у 1964 році.

## Фармакологічні властивості
Мелфалан — синтетичний лікарський засіб, який за своєю хімічною структурою є похідним азотистого іприту. Механізм дії препарату полягає у дії його активних метаболітів на пухлинні клітини, внаслідок чого відбувається зшивка ДНК клітин пухлини, що призводить до зупинки мітозу пухлинних клітин та гальмування росту пухлини. Мелфалан застосовується для лікування раку яєчника, раку молочної залози, семіноми яєчка, саркоми м'яких тканин, пухлині Юінга, локалізованій меланомі, а також мієломній хворобі, істинній поліцитемії та неходжкінських лімфомах, часто у комбінації з преднізолоном і талідомідом, або іншими хіміотерапевтичними препаратами (циклофосфамідом, вінкристином, адріабластином, блеоміцином), а також для лікування первинного амілоїдозу. У США мелфалан виробництва місцевої фармацевтичної компанії «Spectrum Pharmaceuticals», розроблений за новою технологією (без використання пропіленгліколю) отримав статус орфанного препарату для лікування множинної мієломи перед трансплантацією гемопоетичних стовбурових клітин. Для лікування ретинобластоми мелфалан застосовується внутрішньоартеріально через спеціальний катетер для введення безпосередньо в очну артерію. Хоча при застосуванні мелфалану побічні ефекти виникають рідше, ніж при застосуванні інших алкілюючих препаратів, проте при його використанні частіше спостерігаються випадки медикаментозно індукованого лейкозу.

### Фармакокінетика
Мелфалан швидко всмоктується після перорального застосування, проте біодоступність препарату після перорального прийому сильно варіює, і може становити від 25 до 89 % (у середньому 56 %). Після внутрішньовенної ін'єкції біодоступність препарату становить 100 %. Препарат виявляється в крові за кілька хвилин після внутрішньовенного застосування. Мелфалан швидко метаболізується до двох активних метаболітів. Мелфалан добре (на 60—90 %) зв'язується з білками плазми крові. Мелфалан не проникає через гематоенцефалічний бар'єр, та проходить через плацентарний бар'єр та виділяється в грудне молоко. Метаболізується препарат у печінці із утворенням переважно активних метаболітів. Виводиться препарат із організму переважно із сечею (50 %), частина метаболітів виводиться з фекаліями (20—50 %). Період напіввиведення препарату складає 40—140 хвилин, при ураженні нирок спостерігається зниження кліренсу мелфалану.

## Показання до застосування
Мелфалан застосовується для лікування раку яєчника, раку молочної залози, саркомі м'яких тканин, локалізованій формі меланоми кінцівок, семіноми яєчка, нейробластомі та множинній мієломній хворобі.

## Побічна дія
Хоча при застосуванні мелфалану побічні ефекти спостерігаються рідше, ніж при застосуванні інших алкілюючих хіміотерапевтичних препаратів, проте при його застосуванні часіше спостерігається індукування лейкозу, рідше при його застосуванні спостерігається токсичне ураження легень. Серед інших побічних ефектів препарату найчастішими є:
- Алергічні реакції та з боку шкірних покривів — нечасто (до 2 % випадків застосування) алопеція, свербіж шкіри, висипання на шкірі, кропив'янка, набряк Квінке, анафілактичний шок (вкрай рідко із зупинкою серця), гарячка.
- З боку травної системи — дуже часто (до 30 %) нудота; часто стоматит, блювання, діарея, езофагіт, шлунково-кишкові кровотечі, виразки травного тракту, порушення функції печінки.
- З боку дихальної системи — інтерстиційний пневмоніт, фіброз легень, кашель, бронхоспазм.
- З боку сечостатевої системи — дизуричні явища, гематурія, токсична нефропатія, протеїнурія, розлади функції яєчників, розлади овуляції, аменорея, азооспермія.
- Зміни в лабораторних аналізах — тромбоцитопенія, лейкопенія, анемія, гемолітична анемія.
- Інші побічні ефекти — зниження імунітету з можливим розвитком важких інфекційних захворювань або реактивацію хронічних інфекцій, при застосуванні під час вагітності можливі внутрішньоутробна загибель плода або вади розвитку плода, при внутрішньовенному введенні препарату можливі некроз навколосудинного простору та відчуття жару і поколювання в грудній клітці.

## Протипокази
Мелфалан протипоказаний при підвищеній чутливості до препарату, при вираженому пригніченні функції кісткового мозку, вагітності та годуванні грудьми. З обережністю препарат застосовується у пацієнтів із гострими інфекційними захворюваннями (особливо вітряною віспою або іншими герпетичними інфекціями).

## Форми випуску
Мелфалан випускається у вигляді таблеток по 0,002 г, порошку у флаконах та ліофілізату для внутрішньовенних ін'єкцій у флаконах по 0,05 г.

## Синоніми
Melphalan hydrochloride, Alkeran, Evomela, Phelinun, Сарколізин